# Kone (Unternehmen)

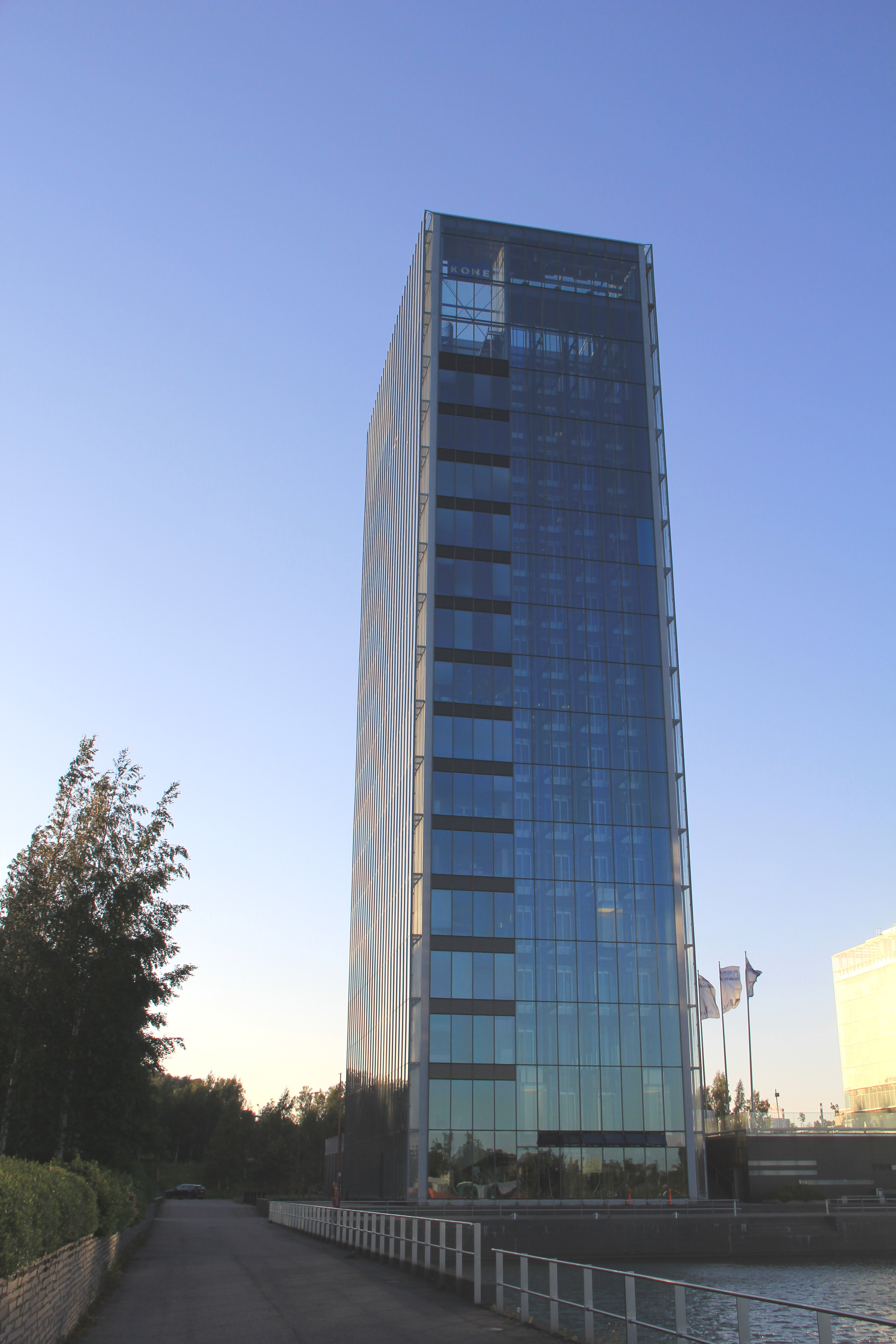
Kone Hauptquartier in Espoo

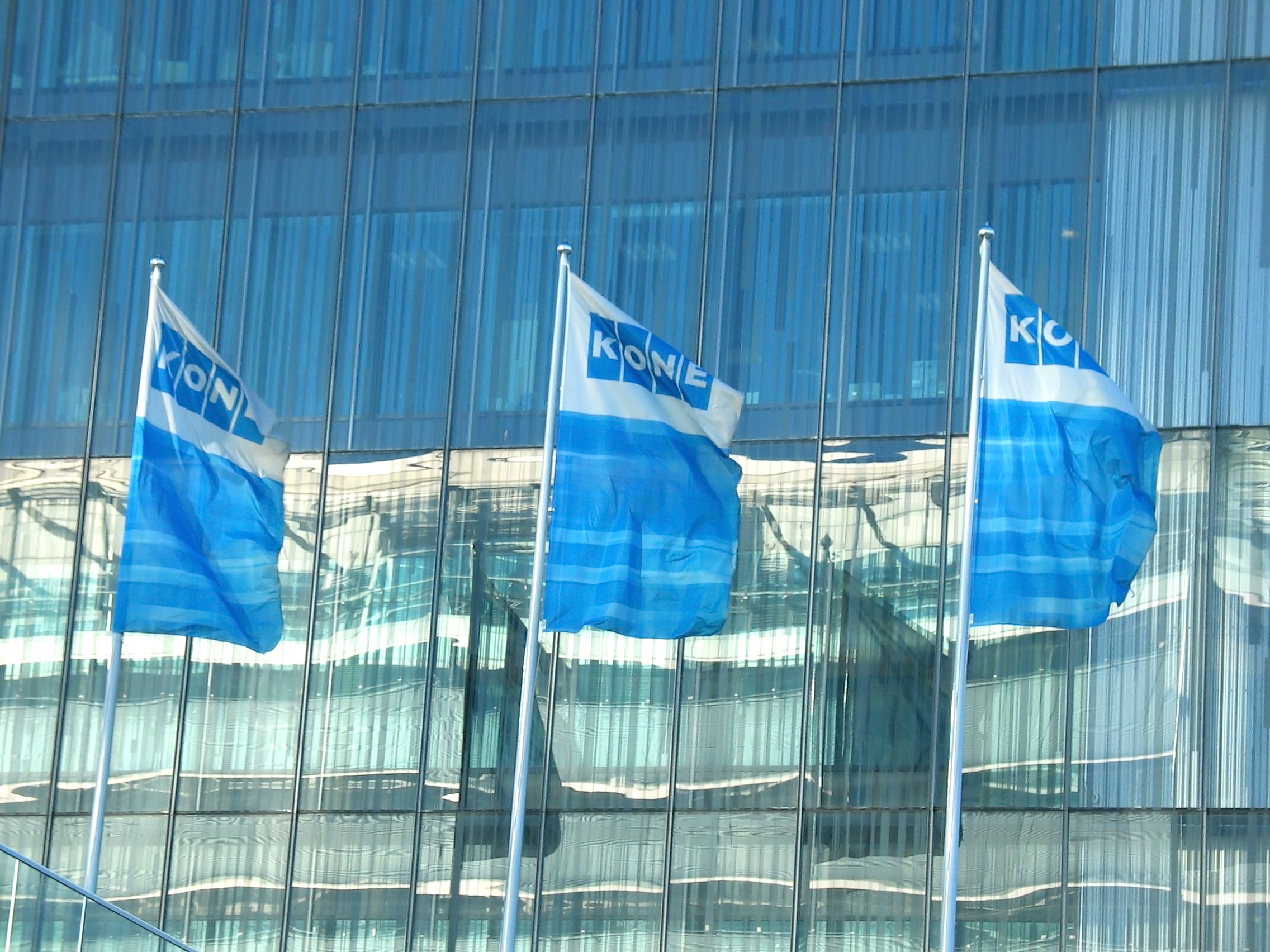
Flaggen vor dem Kone Hauptquartier in Espoo

Die Kone Corporation (Eigenschreibweise KONE) ist ein finnisches, an der Börse Helsinki notiertes Industrieunternehmen sowie einer der vier größten Aufzugsanlagen- und Fahrtreppenproduzenten der Welt mit Hauptsitz in Espoo.
Das Unternehmen wurde am 27. Oktober 1910 als Aktiengesellschaft in Finnland gegründet. Der Hauptsitz des Unternehmens liegt seit dessen Gründung im finnischen Espoo nahe Helsinki. Kone ist seit 1910 als Industrieunternehmen aktiv. Der Schwerpunkt des Unternehmens ist das Aufzugs- und Rolltreppengeschäft sowie automatische Türen und Tore. Im Laufe der Zeit wuchs Kone durch weltweite Akquisitionen und ist heute in 60 Ländern vertreten.

## Geschichte

### Geschichte im deutschsprachigen Raum
1970 wurde als erstes Unternehmen außerhalb von Skandinavien die im Jahr 1914 gegründete Ing. Stefan Sowitsch & Co.KG. der Kone-Gruppe angeschlossen. Bis 1999 firmierte die in den Konzern eingegliederte Gesellschaft erst als Sowitsch Aktiengesellschaft, später als Kone Sowitsch AG. Zum 1. Januar 2000 änderte die Tochtergesellschaft ihren Namen neuerlich, nunmehr in Kone Aktiengesellschaft.
Der Markteintritt in die deutsche Aufzugsbranche fand 1973 mit der Übernahme des 1873 gegründeten hannoverschen Unternehmens Hävemeier & Sander statt.
Mitte der 1980er Jahre akquirierte Kone Bauer Aufzug in Augsburg.
Im Jahr 1987 stieg Kone mit einer Minderheitsbeteiligung an dem Rolltreppenhersteller O&K Rolltreppen auch in diesen Markt ein, O&K hatte in den späten 1950er Jahren mit dem Bau von Rolltreppen im Werk Hattingen begonnen. 1996 übernahm Kone dann alle Anteile an der O&K Rolltreppen GmbH.
Als seit 2012 eigenständiges Tochterunternehmen übernimmt die Kone Automatiktüren GmbH, ehemals Konematic, das Geschäft mit automatischen Türen und Toren sowie Verladetechnik.
Auch die Aufzugunternehmen Kone Garant mit Sitz in Chemnitz sowie Janzhoff Aufzüge und Klostermann Aufzüge sind Tochterunternehmen von Kone.
Im Januar 2016 wurde das familiengeführte Aufzugsunternehmen Fritz Schmitt GmbH + Co. an Kone verkauft und im Mai 2017 mit der Kone GmbH verschmolzen.
Durch die Niederlassungen und Tochterunternehmen hat die Kone GmbH heute ca. 100.000 Aufzüge und Rolltreppen sowie an die 40.000 automatische Türen und Tore in Wartung.

## Unternehmensdaten
| Geschäftsjahr   | 2015     | 2016     | 2017     | 2018     | 2019    |
| --------------- | -------- | -------- | -------- | -------- | ------- |
| Mitarbeiterzahl | ▲ 49.734 | ▲ 52.104 | ▲ 55.075 | ▲ 57.359 | ▲59.825 |
| Umsatz Mrd. €   | ▲ 8,647  | ▲ 8,784  | ▲ 8,942  | ▲ 9,0707 | ▲10,000 |

Mit mehr als tausend Niederlassungen, verteilt auf über 60 Länder, ist Kone eines der führenden Unternehmen der Aufzug-, Rolltreppen- und Automatiktürenbranche. 1910 in Finnland gegründet, ist Kone seit 1967 an der OMX Nordic Stock Exchange Helsinki gelistet.
In Deutschland hat Kone 35 Niederlassungen mit ca. 1800 Mitarbeitern. Die Zentrale von Kone Deutschland liegt in Hannover, von Kone Österreich in Wien und von Kone Schweiz in Brüttisellen.

## Test- und Schulungsanlagen
Der mit ca. 333 Metern längste Testschacht der Welt liegt unterirdisch in einem aufgelassenen Bergwerk in Lohja in Finnland. Kone führt dort – unter anderem – Tests mit Aufzügen mit bis zu 17 m/s, ca. 62 km/h, durch.
In Hannover befindet sich die Kone Academy, ein Trainings-, Schulungs- und Besichtigungszentrum für Aufzüge, Rolltreppen und Automatiktüren. Auf rund 2000 Quadratmetern sind verschiedene Aufzugs- und Rolltreppenanlagen aufgebaut.
Im chinesischen Kunshan befindet sich eine 236 Meter hohe Testanlage mit 12 Aufzugschächten und Doppeldeckeraufzügen.

## Sonstiges
Der Name Kone stammt aus dem finnischen und ist übersetzbar mit Maschine.
Montgomery Kone war die Verschmelzungsmarke zwischen der Montgomery Elevator Company und KONE in den Vereinigten Staaten.
Im sechsten Jahr in Folge rangierte Kone 2016 in der Rangliste des US-Wirtschaftsmagazins Forbes in den Top 100 der weltweit innovativsten Unternehmen auf Platz 56. Der Aufzug- und Rolltreppenhersteller war 2016 wiederholt als einziger Vertreter seiner Branche in der Liste vertreten. Von den gelisteten europäischen Unternehmen erreicht Kone Platz 8.
Kone UltraRope ist eine Seiltechnologie für Hochhäuser, mit der die bisher mögliche maximale Förderhöhe auf bis zu einem Kilometer verdoppelt wird. So werden die Nachteile herkömmlicher Stahlseile eliminiert, die sich insbesondere aus dem Gewicht ergeben.
Die EU verhängte gegen Kone im Februar 2007 eine Strafzahlung in Höhe von 142,12 Millionen Euro wegen Verwicklungen im Aufzugs- und Fahrtreppenkartell.